# Griekse beekkikker
De Griekse beekkikker (Rana graeca) is een kikker uit de familie echte kikkers (Ranidae). De soort werd voor het eerst wetenschappelijk beschreven door George Albert Boulenger in 1891.

## Verspreiding en habitat
De Griekse beekkikker komt voor in Italië, Zwitserland en delen van de Balkan; Bosnië, Servië, Bulgarije, Albanië, Noord-Macedonië en het vasteland van Griekenland.

## Uiterlijke kenmerken
De Griekse beekkikker wordt maximaal 8 centimeter lang en blijft daarmee kleiner dan veel andere soorten. De kleinere lengte en het enigszins gedrongen lichaam en groter lijkende ogen is meestal het enige wat ze onderscheidt van de bruine kikker (Rana temporaria), die er erg veel op lijkt. De soort is ook nauw verwant aan de bruine kikker en naast het uiterlijk is ook de levenswijze vrijwel identiek. Veel exemplaren hebben een wat grijzige basiskleur en twee duidelijke lengtestrepen, echter niet altijd. De pupil is horizontaal. De keel heeft meestal een vlektekening en een dunne lichtere streep in het midden. Mannetjes hebben grotere voorpoten en zwart gekleurde paarkussentjes aan de poten gedurende de voortplantingstijd.

## Algemeen
Het voedsel bestaat uit kleine ongewervelden zoals vliegen, slakjes en wormen. Deze soort is aan water gebonden maar het land wordt ook betreden. De habitat bestaat uit gemengde- en loofbossen in bergachtige streken of hellingen en altijd bij beekjes of riviertjes in de buurt, bij gevaar vlucht de kikker het water in. Vijanden van de Griekse beekkikker zijn vogels zoals reigers en reptielen als slangen en grote hagedissen.